# Wełnin
Wełnin – wieś w Polsce położona w województwie świętokrzyskim, w powiecie buskim, w gminie Solec-Zdrój.
| SIMC    | Nazwa    | Rodzaj     |
| ------- | -------- | ---------- |
| 0271182 | Babiniec | część wsi  |
| 0271199 | Dąbrówka | przysiółek |
| 0271207 | Klucz    | osada      |
| 0271213 | Kopanina | część wsi  |
| 0271220 | Stawek   | część wsi  |
| 0271236 | Toczyska | część wsi  |

W latach 1975–1998 miejscowość administracyjnie należała do województwa kieleckiego.

## Zabytki
- Figury Chrystusa Frasobliwego z przełomu XVIII i XIX w. oraz 1734 r.
- Figura Matki Boskiej z 1637 r.
- Figura Jezusa Ukrzyżowanego z 1717 r.